# Rachel Roberts
Rachel Roberts (Llanelli, Sir Gaerfyrddin, 20 de setembre de 1927 − Los Angeles, Califòrnia, Estats Units, 26 de novembre de 1980) va ser una actriu gal·lesa.

## Biografia[1]
Nascuda a Llanelli, Gal·les, va estudiar en la Universitat de Gal·les i en la Royal Academy of Dramatic Art. Es va iniciar com a actriu teatral treballant amb una companyia de repertori a Swansea el 1950, i va debutar en el cinema en la comèdia Valley of Song (1953), dirigida per Gilbert Gunn.
El seu paper de Brenda a la pel·lícula dirigida per Karel Reisz Saturday Night and Sunday Morning (1960) li va suposar guanyar un Premi BAFTA. Lindsay Anderson la va elegir per interpretar la soferta Mrs. Hammond a This Sporting Life, treball amb què va guanyar un nou BAFTA i una nominació a l'Oscar. Ambdós títols van ser exemples significatius del free cinema britànic.
Com a actriu teatral va actuar en el Royal Court i va interpretar el paper del títol en el musical de Lionel Bart Maggie May (1964). En el cinema va continuar encarnant dones amb ànsies luxurioses, com en el cas del film de Lindsay Anderson O Lucky Man!, encara que en l'australiana Pícnic at Hanging Rock, dirigida per Peter Weir, va fer un paper diferent, el d'una autoritària professora en una escola femenina victoriana.
Després de traslladar-se a Los Angeles, Califòrnia, en els primers anys setanta, va actuar en papers secundaris en diferents produccions nord-americanes com Foul Play. El seu últim film britànic va ser Yankis (1979), dirigida per John Schlesinger, interpretació que li va valer un BAFTA a la millor actriu secundària.
El 1979, Roberts va treballar amb Jill Bennett a la producció de la London Weekend Television basada en l'obra d'Alan Bennett The Old Crowd, i dirigida per Lindsay Anderson i Stephen Frears.

## Vida personal
Roberts es va casar dues vegades. El seu primer matrimoni va ser amb Alan Dobie (1955-1961), i el segon amb Rex Harrison (1962-1971). Ambdós van acabar en divorci. El seu alcoholisme i depressions es van accentuar després del divorci de Harrison. Enfonsada després del segon divorci, es va traslladar a Hollywood el 1975 i va intentar oblidar la relació. El 1980 va ser inútil un últim intent de guanyar-se a Harrison i, impulsiva i insegura, es va suïcidar prenent una sobredosi de barbitúrics i alcohol al seu domicili de Los Angeles. El forense va informar que la causa de la mort va ser la ingestió d'una substància càustica i, posteriorment, una intoxicació aguda per barbitúrics. L'actriu tenia 53 anys.
Les seves restes van ser incinerades al Crematori Chapel of the Pines de Los Angeles. Els seus diaris personals van ser la font per editar No Bells on Sunday: The Memoirs of Rachel Roberts (1984).
El 1992, les cendres de Rachle Roberts, juntament amb les de la seva vella amiga Jill Bennett (que el 1990 també es va suïcidar), van ser escampades pel seu amic, el director Lindsay Anderson, en el Riu Tàmesi al seu pas per Londres. L'esdeveniment es va incloure en un documental autobiogràfic del realitzador emès per la BBC i titulat "Is That All There Is"?.

## Filmografia seleccionada[7]
- 1953: Valley of Song de Gilbert Gunn: Bessie Lewis
- 1953: The Limping Man de Cy Endfield: Barmaid
- 1954: The Weak and the Wicked de J. Lee Thompson: Pat
- 1954: The Crowded Day de John Guillermin: Maggie
- 1957: The Good Companions de J. Lee Thompson: Elsie i Effie Longstaff
- 1959: El nostre home a l'Havana (Our Man in Havana) de Carol Reed: Prostituta (No surt als crèdits)
- 1960: Saturday Night and Sunday Morning de Karel Reisz: Brenda
- 1961: Girl on Approval de Clive Donner: Anne Howland
- 1963: This Sporting Life de Lindsay Anderson: Mrs. Margaret Hammond
- 1968: A Flea in Her Ear de Jacques Charon: Suzanne de Castilian
- 1969: The Reckoning de Jack Gold: Joyce Eglington
- 1971: Doctors' Wives de Frank Borzage: Della Randolph
- 1971: Dos homes contra l'oest (Wild Rovers) de Blake Edwards: Maybell
- 1973: Alpha Beta: Nora Elliot
- 1973: The Belstone Fox de James Hill: Cathie Smith
- 1973: O Lucky Man! de Lindsay Anderson: Gloria Rowe / Madame Paillard / Mrs. Richards
- 1974: Assassinat a l'Orient Express de Sidney Lumet: Hildegarde Schmidt
- 1975: Picnic at Hanging Rock de Peter Weir: Mrs. Appleyard
- 1978: Foul Play de Colin Higgins: Delia Darrow / Gerda Casswell
- 1979: Yanks de John Schlesinger: Mrs. Clarrie Moreton
- 1979: When a Stranger Calls de Fred Walton: Dr. Monk
- 1981: Charlie Chan i la maledicció de la reina (Charlie Chan and the Curse of the Dragon Queen) de Clive Donner: Mrs. Dangers

## Premis i nominacions

### Premis
- 1961: BAFTA a la millor actriu britànica per Saturday Night and Sunday Morning
- 1964: BAFTA a la millor actriu britànica per This Sporting Life
- 1980: BAFTA a la millor actriu secundària per Yanks

### Nominacions
- 1964: Oscar a la millor actriu per This Sporting Life
- 1964: Globus d'Or a la millor actriu dramàtica per This Sporting Life